# Phaeostigma flammi
Phaeostigma flammi är en halssländeart som först beskrevs av H. Aspöck och U. Aspöck 1973.  Phaeostigma flammi ingår i släktet Phaeostigma och familjen ormhalssländor. Inga underarter finns listade i Catalogue of Life.